# Impossible Dream
Impossible Dream è il quarto album in studio della cantautrice statunitense Patty Griffin, pubblicato nel 2004.

## Tracce
1. Love Throw a Line – 3:38
2. Cold as It Gets – 2:38
3. Kite – 3:09
4. Standing – 4:04
5. Useless Desires – 5:50
6. Top of the World – 5:28
7. Rowing Song – 3:26
8. When It Don't Come Easy – 4:52
9. Florida – 5:01
10. Mother of God – 7:14
11. Icicles – 3:18